# California State Route 67
La California State Route 67 (SR 67) è una strada statale che si trova nella contea di San Diego, in California. Ha inizio sull'Interstate 8 (I-8) a El Cajon e continua fino a Lakeside come Superstrada di San Vicente prima di diventare una strada a carreggiata unica nella zona est di Poway. Nella città di Ramona, diventa una strada principale prima di finire alla SR 78. La SR 67 offre un diretto accesso dalla città di San Diego fino alla regione della East County della contea di San Diego, includendo Ramona e Julian.
La strada è stata utilizzata come passaggio ferroviario a partire dall'inizio del ventesimo secolo. Un'autostrada conosciuta come Julian Road venne costruita nel 1913, e venne denominata Legislative Route 198 nel sistema statale di autostrade nel 1935. La Route 198 fu rinumerata SR 67 durante la rinumerazione delle autostrade dello stato del 1964. Una superstrada a sud di Lakeside venne costruita alla fine degli anni '60, e venne aperta al traffico nel 1970. Da allora, la porzione di autostrada a nord di Lakeside è diventata nota per un alto numero di incidenti stradali e conseguenti vittime. Il California Department of Transportation (Caltrans) ha cercato diverse volte di risolvere il problema e rendere la strada più sicura.

## Descrizione della strada

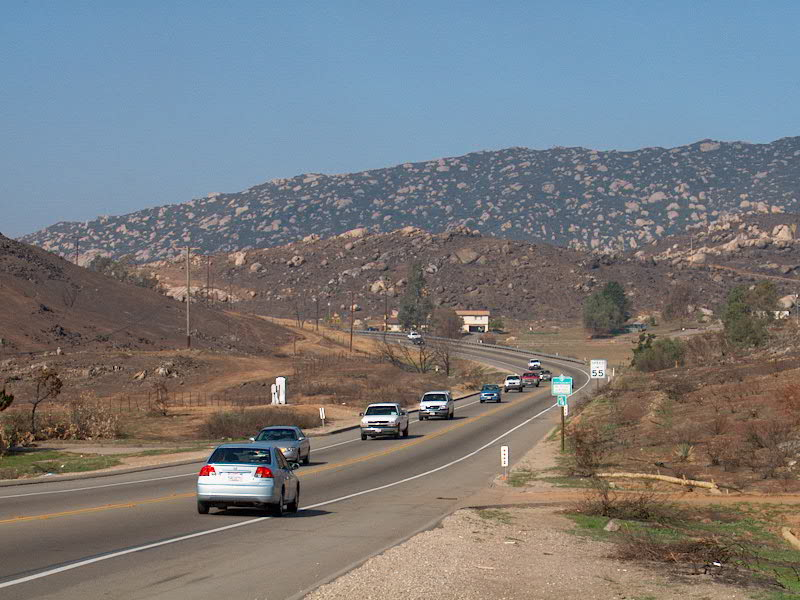
SR 67 a nord di Poway Road

SR 67 ha inizio sulla I-8 a El Cajon; conosciuta come la Superstrada di San Vicente, si dirige a nord vicino al centro commerciale Westfield Parkway. Ci sono due intersezioni a livelli sfalsati nella città di El Cajon: una con la Broadway and Fletcher Parkway, ed un'altra con Bradley Avenue. Dopo ciò, la tangenziale lascia i confini di El Cajon ed entra nella città di Santee vicino a Gillespie Field, prima di arrivare ad un'intersezione a livelli sfalsati con la parte finale ad ovest della SR 52 a Santee. Vicino all'uscita di Woodside Avenue, la SR 67 si dirige a nordest, in parallelo al fiume di San Diego ed entra nell'area delle Eucalyptus Hills mentre lascia la zona urbana di San Diego. Riverford Road e Winter Gardens Boulevard hanno intersezioni a livelli sfasati con la SR 67.
La superstrada finisce, e la SR 67 si dirige a nord e diventa una strada a carreggiata unica a Mapleview Street, attraversando il fiume di San Diego ed entrando nella località di Moreno. A questo punto, la SR 67 entra nell'area rurale ad est di Sycamore Canyon County Open Space Preserve vicino alla località di Foster, passando ad ovest della San Vicente Reservoir. La strada incrocia l'estremità orientale di Scripps Poway Parkway e County Route S4 (CR S4), l'ultima nei confini di Poway. Nella parte orientale di Poway, la SR 67 vira ad est, lasciando la città ed entrando a Rock Haven. La strada continua vicino a Rosemont, California prima di girare a nordest e diventare Julian Road e poi una strada principale nel centro di Ramona. La SR 67 termina all'intersezione con la SR 78; la SR 78 incrocia Pine Street a nordovest e continua a nordest lungo la strada principale verso Julian.
La SR 67 è parte del California Freeway and Expressway System, ma non è parte del National Highway System, una rete di autostrade che sono considerate essenziali per l'economia, la difesa e la mobilità dello stato dalla Federal Highway Administration. La strada è chiamata la CHP Officer Christopher D. Lydon Memorial Freeway dalla I-8 fino a Mapleview Street a Lakeside. Nel 2013, la SR 67 aveva un traffico giornaliero medio annuale (AADT) di 94,000 tra Broadway e Bradley Avenue (il più alto AADT per l'autostrada), e 18,100 tra Rio Maria Road e Poway Road (il più basso AADT per l'autostrada).

## Storia

### Gli inizi
"Julian road" era stata costruita nel 1872, e veniva utilizzata per le diligenze. Nel 1883, il San Diego Union and Daily Bee la descrisse come una "disgrazia per la contea. Non potrebbe essere in condizioni peggiori... e dovrebbe essere riparata immediatamente." Il 21 ottobre 1885, il consiglio delle autorità di vigilanza della contea accetto di riallineare Julian road, in ciò che era conosciuto come Bernardo District, in una proprietà privata. La strada venne descritta nel 1890 dal San Diego Union and Daily Bee come una strada che passava attraverso le fattorie, e la cui pendenza topografica era "tagliata sul lato ovest del canyon e sostenuta per la maggior parte con granito" La strada continuava verso Ramona attraverso vigneti e passando vicino a rocce.
Tra il 1885 e il 1891, la ferrovia venne estesa da San Diego attraverso El Cajon fino alla città di Foster, a nordest di Lakeside. Nel 1896, la linea di carrozze connetteva il capolinea di Foster a Julian, e trasportava i quotidiani di San Diego a Ramona per le 14:30 ogni giorno La contea cominciò a costruire un nuovo percorso per la Julian road nel 1913 che passava attraverso El Monte Ranch, riducendo la distanza da San Diego a Julian di 5 miglia (8,0 km) e rimuovendo alcuni pendii ripidi.
Un'offerta di costruzione venne presentata per Julian road, conosciuta allora come Road 3A, il 30 giugno 1920; nonostante ciò, il processo di livellamento della strada rimase indietro rispetto alle aspettative dell'ingegnere della contea, con solo 3,5 miglia (5,6 km) della strada completati. La strada era stata asfaltata da Santee a El Cajon per la fine del 1920. Tra Foster e Julian, la strada asfaltata venne aperta nel luglio 1922, al costo di $550,000 (circa $6,340,000 in dollari del 2016). La "Ramona Road" rimase non asfaltata tra Mussey Grade e la strada per Ballena, una distanza di 20 miglia (32 km), e il costo stimato per la pavimentazione era di $400,000 (circa $4,500,000 in dollari del 2016). Nel 1925, rimanevano 12 miglia (19 km) di strada non asfaltata tra Ramona e Julian, e le tasse dello stato e della contea dovevano essere utilizzate per finanziare questo progetto. La Mussey Grade venne completata nell'aprile 1925, contrassegnando il completamento delle strade asfaltate tra San Diego e Ramona.
La contea di San Diego dichiarò ufficialmente Julian road una strada della contea nel 1926, e ciò significava che i veicoli dovevano fermarsi prima di entrare nell'autostrada. La strada che sarebbe diventata la SR 67 venne aggiunta nel sistema statale di autostrade nel 1933, da El Cajon fino alle vicinanze di Santa Ysabel, e venne denominata Route 198 nel 1935. Consisteva nei Maine e Woodside Avenues a Lakeside e Magnolia Avenue nella città di El Cajon fino alla U.S. Route 80 (US 80) a Main Street. A causa della costruzione del San Vicente Reservoir a nord di Lakeside, una sezione della strada di 2 miglia (3,2 km) doveva essere sommersa, e fu deciso di rilocare la strada 2 miglia (3,2 km) più ad ovest ai piedi del Monte Woodson. Per la strada vennero stanziati $830,784 (circa $9,878,970 in dollari del 2016) per essere riallineata, allargata, e riasfaltata tra Lakeside e il Monte Woodson nel 1942. Il livellamento e la pavimentazione della zona di 11,7 miglia (18,8 km) era previsto per il 15 dicembre 1943.
Vennero stanziati dei fondi per i segnali stradali nella zona tra Main Street e Broadway a El Cajon nel 1954. La Route 198 si estendeva, inoltre, sulla Mesa Boulevard e Palm Avenue. Questa zona venne denominata Sign Route 67 nel 1962, da Campo Road fino a US 80. Nella rinumerazione delle autostrade dello stato del 1964, La Route 198 venne rinumerata come State Route 67; la porzione a sud della I-8 venne rinumerata SR 125.

### Costruzione della tangenziale
La State Highway Commission decise di deviare la SR 67 attraverso Lakeside nel 1954, spostandola più vicino al fiume San Diego e allontanandola dal centro della città, usando il territorio precedentemente occupato dalla vecchia ferrovia. Nel 1961, la costruzione della Superstrada di San Vicente venne dichiarata come progetto di alta priorità dalla Camera di Commercio della California. Nel corso del 1964, la contea di San Diego ricevette un milione di dollari (circa $6 milioni in dollari del 2016) per costruire la SR 67 come tangenziale da Pepper Drive a Broadway nella città di El Cajon. Un altro milione di dollari (circa $6 milioni in dollari del 2016) venne stanziato nel 1965, e il progetto venne esteso alla I-8. La superstrada da I-8 a Pepper Drive venne completata nel 1967, quando il Caltrans annunciò che "segnali gialli non riflettenti cosparsi di puntini gialli in rilievo" sarebbero stati installati nella porzione della tangenziale per delineare la banchina; questa fu la prima sezione ad utilizzarli nella contea. Nel dicembre 1968, la superstrada era completa da I-8 nord fino a Woodside Avenue; la pendenza nella zona settentrionale venne spianata durante l'allargamento della strada all'inizio del 1970. In marzo, la superstrada era in costruzione da Woodside Avenue al fiume San Diego, al costo di $3.2 milioni (circa $15.6 milioni in dollari del 2016). La porzione della tangenziale aprì il 12 ottobre 1970; venne costruita a quattro corsie.
Era stato pianificato che la SR 67 sarebbe stata il capolinea orientale della SR 56. Il 30 dicembre 1980, la città di Poway incluse la SR 56 nel piano della città di estenderla ad est attraverso la cittadina per essere una estensione settentrionale della SR 125. Nel 1983, sia la città di San Diego che quella di Poway supportarono l'estensione della SR 56 fino alla SR 67, anche se la città di Poway voleva spostare la strada e aveva dei dubbi riguardo al fatto di far finire la superstrada nella città. Non sono stati presentati piani per costruire la porzione della SR 56 ad est della I-15. Diverse arterie stradali collegano la zona orientale della tangenziale SR 56 con la SR 67, inclusa Ted Williams Parkway, Twin Peaks Road, Espola Road (CR S5), e Poway Road (CR S4).

### Problemi di sicurezza

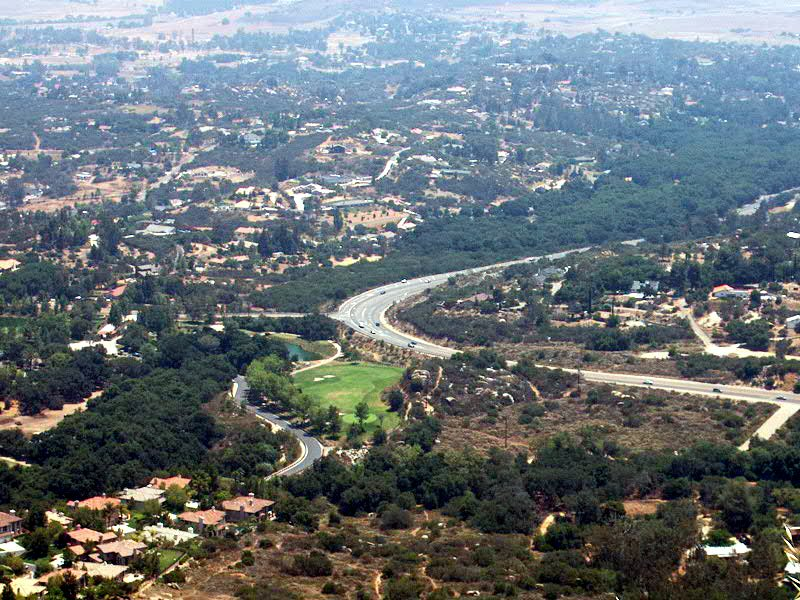
La SR 67 a sud di Ramona

La porzione di tangenziale della SR 67 era comunemente nota come "Slaughterhouse Alley" ("Viale del Mattatoio") a causa dell'alto numero di incidenti fatali. La strada venne allargata nel 1979 per aggiungere una banchina ed una corsia di sorpasso tra l'estremità settentrionale della superstrada e Poway Road. Durante la costruzione, c'era della preoccupazione per le auto in corsa, le quali avrebbero potuto mettere in pericolo gli operai al lavoro. Il costo totale fu di $927,000 (circa $2,537,000 in dollari del 2016), e Asphalt Inc. eseguì l'opera.
La reputazione della strada proseguì fino ai primi anni del ventunesimo secolo. Nel 2000, un progetto da un milione di dollari (circa $1.4 milioni in dollari del 2016) venne autorizzato per ampliare le banchine della strada, dopo che ci furono 413 incidenti e 15 vittime sulla SR 67 dal 1996 al 1999. Questa volta, il Supervisore della Contea Dianne Jacob propose di ampliare la zona dell'autostrada fino a quattro corsie lungo tutto il percorso. A seguito di un'iniziativa per la sicurezza, inclusi il coinvolgimento delle forze dell'ordine e aziende di autotrasporto, sia il numero di incidenti che il numero di vittime diminuirono prima della fine del 2001. Tuttavia gli incidenti continuarono, e per novembre 2008, vennero installati segnali elettronici per informare gli automobilisti della loro velocità, e venne lanciata un'altra campagna pubblicitaria. La riduzione da due a una corsia in direzione sud subito dopo una curva è stata incolpata per buona parte degli incidenti, le cui collisioni erano causate da macchine che cercavano di entrare in "competizione" con altre per posizionarsi davanti a loro nella corsia. Un altro tipo di incidente comune è quello degli scontri frontali. Nonostante ciò, nel 2009 la Caltrans non considerò la strada pericolosa secondo le metriche ufficiali.
Nel maggio 2009, la San Diego Association of Governments (SANDAG) annunciò che sistemare la SR 67 era la priorità numero 17 nella loro lista, il cui risultato sarebbe stato il completamento di un'autostrada a quattro corsie, non ad accesso limitato, entro il 2030. Un mese dopo, la Caltrans e la California Highway Patrol concordarono nello sforzarsi ulteriormente per educare il pubblico ai problemi di sicurezza. Nel 2010 vennero installati dei segnali per incoraggiare gli automobilisti alla guida sicura; da gennaio 2007 fino all'inizio di dicembre 2010, ventiquattro persone morirono a causa di incidenti sulla SR 67. A causa di un incidente fatale nel marzo del 2009, alcuni dei sopravvissuti fecero causa alla Caltrans per negligenza nella manutenzione e progettazione dell'autostrada, ma la causa venne vinta dal dipartimento. In un rapporto del 2010, la Caltrans suggerì l'aggiunta di due corsie lungo l'autostrada da I-8 a Dye Road per migliorare la fluidità del traffico.

### Ulteriori sviluppi
Nel 1983, a Kassler Corporation venne conferito un contratto di $9.1 milioni (circa $18.9 milioni in dollari del 2016) per rinnovare il raccordo con la I-8  . Venne proposto un ampliamento della SR 67 da Poway Road fino ai confini della città di Poway nel 1985. Iniziarono dei movimenti nel 1987 per costruire un'uscita in direzione nord a Woodside Avenue, a causa di congestioni del traffico nell'uscita a Prospect Avenue; tuttavia, lo svincolo non venne mai costruito. Nel 1994 vennero installate delle cabine telefoniche sulla SR 67.
Nel 2000 ci fu una proposta per rinnovare il raccordo a Bradley Avenue. L'anno successivo, SANDAG approvò la costruzione di una circonvallazione a sud di Ramona e un ampliamento da Vigilante Road a Dye Road per un costo di $200 milioni come parte di un piano di trasporti del 2030. Il presidente del Ramona Planning Group suggerì di calmare il traffico usando una rotonda invece di ampliare la strada.
Il guardrail e i segnali stradali subirono danni durante l'Incendio Cedar del 2003. Quell'anno, c'erano dei piani di estensione della Route 67 da Mapleview Street a Dye Road; tuttavia, quando vennero minacciati da Save Our Forests e Ranchlands con una causa, SANDAG concordò sul "riconsiderare" il progetto. Gli ingorghi stradali furono prevalenti il 21 e 22 ottobre 2007, durante i continui incendi boschivi locali e l'evacuazione da Ramona.
La "costruzione pesante" della SR 52 dalla SR 125, diretta ad est, alla SR 67 cominciarono nel febbraio 2008, dopo che era stata posticipata a causa di problemi di finanziamento che vennero risolti nel 2006. Il raccordo con la SR 52 iniziò ad essere costruito a metà giugno 2008. Il completamento era pianificato per 2010, ma venne ritardato fino agli inizi del 2011 a causa di rallentamenti dovuti al maltempo. Questo nuovo raccordo venne aperto al traffico il 29 marzo 2011. Il costo del progetto fu di $525 milioni, finanziato con fondi federali e statali in aggiunta alle entrate fiscali della TransNet.